# الكيماويات المتخصصة

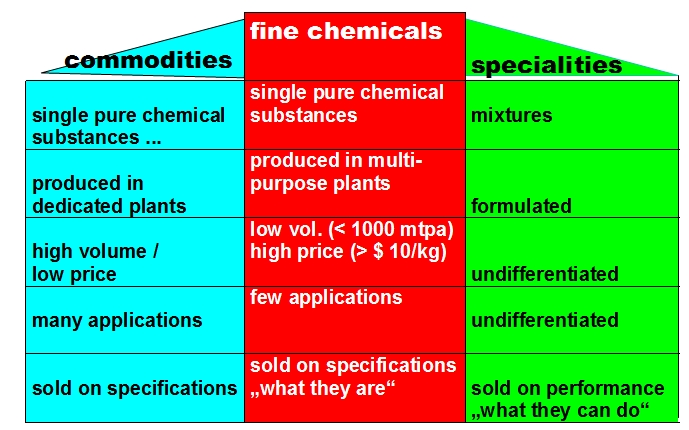
تعريف المواد الكيميائية الدقيقة (على عكس السلع الأساسية والتخصصات)

المواد الكيميائية المتخصصة (تسمى أيضًا المواد الكيميائية المتخصصة أو المواد الكيميائية المؤثرة)(بالإنجليزية: Speciality chemicals)‏ هي منتجات كيميائية معينة توفر مجموعة متنوعة من التأثيرات التي تعتمد عليها العديد من القطاعات الصناعية الأخرى. بعض فئات المواد الكيميائية المتخصصة هي المواد اللاصقة، الكيماويات الزراعية، مواد التنظيف، الألوان، إضافات مستحضرات التجميل، كيماويات البناء، اللدائن، النكهات، المضافات الغذائية، العطور، الغازات الصناعية، مواد التشحيم، الدهانات، البوليمرات، المواد الخافضة للتوتر السطحي، والمواد المساعدة للنسيج. تعتمد القطاعات الصناعية الأخرى مثل السيارات والفضاء والأغذية ومستحضرات التجميل والزراعة والتصنيع والمنسوجات بشكل كبير على هذه المنتجات.
المواد الكيميائية المتخصصة هي المواد المستخدمة على أساس أدائها أو وظيفتها. وبالتالي، فبالإضافة إلى المواد الكيميائية «المؤثرة»، يشار إليها أحيانًا على أنها مواد كيميائية «أداء» أو مواد كيميائية «تركيبة». يمكن أن تكون جزيئات فريدة أو مخاليط من الجزيئات تعرف بالتركيبات. تؤثر الخصائص الفيزيائية والكيميائية للجزيئات المفردة أو المخاليط المركبة من الجزيئات وتكوين المخاليط على أداء المنتج النهائي. في التطبيقات التجارية، تقدم الشركات التي تقدم هذه المنتجات في كثير من الأحيان خدمة عملاء مستهدفة لحلول تقنية فردية مبتكرة لعملائها. يعد هذا مكونًا مميزًا للخدمة التي يقدمها منتجو المواد الكيميائية المتخصصون عند مقارنتهم بالقطاعات الفرعية الأخرى للصناعة الكيميائية مثل المواد الكيميائية الدقيقة، والمواد الكيميائية السلعية، والبتروكيماويات، والمستحضرات الصيدلانية.
في الولايات المتحدة الأمريكية، مصنعي المواد الكيميائية المتخصصين هم أعضاء في جمعية مصنعي المواد الكيميائية والشركات التابعة (SOCMA). في المملكة المتحدة، هذه الشركات أعضاء في الرابطة البريطانية للتخصصات الكيميائية (BACS). تنص جمعية مصنعي المواد الكيميائية والشركات التابعة (SOCMA) على أن «المواد الكيميائية المتخصصة تختلف عن المواد الكيميائية السلعية من حيث أنه قد يكون لكل منها استخدام واحد أو استخدامين فقط، في حين أن السلع قد تحتوي على عشرات التطبيقات المختلفة لكل مادة كيميائية. بينما تشكل المواد الكيميائية السلعية معظم حجم الإنتاج (بالوزن) في السوق العالمية، تشكل المواد الكيميائية المتخصصة معظم التنوع (عدد المواد الكيميائية المختلفة) في التجارة في أي وقت».

## تصنيع الكيماويات المتخصصة
عادة ما يتم تصنيع المواد الكيميائية المتخصصة في مصانع كيميائية على دفعات باستخدام تقنيات المعالجة على دفعات. عملية الدُفعات هي العملية التي يتم فيها تصنيع كمية محددة من المنتج من إدخال ثابت من المواد الخام خلال فترة زمنية مُقاسة. غالبًا ما تتكون عملية الدُفعات من إدخال كميات مقاسة بدقة من مواد البدء في وعاء متبوعًا بسلسلة من العمليات التي تشمل الخلط والتسخين والتبريد وعمل المزيد من التفاعلات الكيميائية والتقطير والتبلور والفصل والتجفيف والتعبئة وما إلى ذلك، والتي تحدث في فترات زمنية محددة مسبقًا ومجدولة. يتم دعم عمليات التصنيع من خلال أنشطة مثل اختبار الجودة، والتخزين، والتخزين، والخدمات اللوجستية للمنتجات، والإدارة عن طريق إعادة التدوير، ومعالجة المنتجات الثانوية والتخلص منها، وتدفقات النفايات. بالنسبة إلى «الدفعة» التالية، يمكن تنظيف الجهاز وتكرار العمليات المذكورة أعلاه.
معظم المواد الكيميائية المتخصصة هي مواد كيميائية عضوية تُستخدم في مجموعة واسعة من المنتجات اليومية التي يستخدمها المستهلكون والصناعة. إنه قطاع يحركه المستهلك وبالتالي يجب أن تكون الصناعة الكيميائية المتخصصة مبتكرة وريادية ومدفوعة بالمستهلك. على النقيض من إنتاج المواد الكيميائية السلعية التي يتم تصنيعها عادة على نطاق واسع وحدات تصنيع منتج واحد لتحقيق وفورات الحجم، يجب أن تكون وحدات التصنيع المتخصصة مرنة لأن المنتجات والمواد الخام والعمليات وظروف التشغيل ومزيج المعدات قد يتغير على أساس منتظم للاستجابة لاحتياجات العملاء.
يوجد في المملكة المتحدة العديد من الشركات الكيميائية المتخصصة التي هي أعضاء في الرابطة البريطانية للتخصصات الكيميائية (BACS) وكذلك جمعية الصناعات الكيميائية (CIA). معظم هذه الشركات لديها وحدات تصنيع مقرها في شمال إنجلترا، على سبيل المثال ترى عضوية شمال شرق إنجلترا وهم أعضاء في شمال شرق إنجلترا مجموعة الصناعة العملية (NEPIC).

## سوق الكيماويات المتخصصة العالمية
في عام 2011، حقق السوق العالمي للمواد الكيميائية المتخصصة إيرادات إجمالية قدرها 767.5 دولارًا مليار وتم الإبلاغ عن معدل نمو سنوي مركب (CAGR) بنسبة 2.7٪ بين عامي 2007 و 2011. ومن المتوقع أن يصل السوق إلى 980 دولارًا أمريكيًا مليار بحلول نهاية عام 2016. يتم تسويق هذه المنتجات المتخصصة كمبيدات الآفات، والبوليمرات المتخصصة، والمواد الكيميائية الإلكترونية، والمواد الخافضة للتوتر السطحي، وكيماويات البناء، والمنظفات الصناعية، والنكهات والعطور، والطلاءات المتخصصة، وأحبار الطباعة، والبوليمرات القابلة للذوبان في الماء، والمضافات الغذائية، والكيماويات الورقية، والمواد الكيميائية لحقول النفط، والمواد اللاصقة البلاستيكية، المواد اللاصقة ومانعات التسرب والمواد الكيماوية التجميلية وكيماويات إدارة المياه والمواد الحفازة والمواد الكيماوية للنسيج.
كانت القطاعات الخمسة الأولى في العالم للمواد الكيميائية المتخصصة في عام 2012 هي البوليمرات المتخصصة، والمنظفات الصناعية والمؤسسية (I&I)، والمواد الكيميائية الإنشائية، والمواد الكيميائية الإلكترونية، والنكهات والعطور. بلغت حصة هذه القطاعات في السوق حوالي 36٪. وشكلت أكبر عشر قطاعات 62٪ من إجمالي المبيعات السنوية للمواد الكيميائية المتخصصة.

## شركات الكيماويات المتخصصة
يعتبر سوق المواد الكيميائية المتخصصة معقدًا ويشتمل كل قطاع أعمال خاص بالمواد الكيميائية على العديد من القطاعات الفرعية، ولكل منها منتج فردي وسوق وملامح تنافسية. وقد أدى ذلك إلى ظهور مجموعة واسعة من احتياجات وفرص العمل، وبالتالي هناك عدد كبير من شركات الكيماويات المتخصصة في جميع أنحاء العالم. العديد من هذه الشركات عبارة عن شركات صغيرة ومتوسطة لديها منتجات متخصصة خاصة بها وفي بعض الأحيان تركز على التكنولوجيا. تم تحديد الأسهم العادية لأكثر من 400 شركة كيميائية متخصصة من جميع أنحاء العالم من قبل بلومبيرج  مقدمي المعلومات التجارية والمالية العالمية. هناك العديد من الشركات الكيماوية المتخصصة المملوكة للقطاع الخاص غير المدرجة في أسواق الأسهم العالمية.
أكبر عشر شركات كيميائية أوروبية متخصصة هي باسف واكزونوبل وكلارينت وصناعات إيفونيك وكوجنيس وكيميرا ولانكسيس وروديا (شركة) وواكر كيمي وكرودا.  بحكم التعريف، يتم إنتاج المواد الكيميائية المتخصصة بكميات صغيرة نسبيًا ولكنها تمثل 28 في المائة من مبيعات المواد الكيميائية في الاتحاد الأوروبي.
أكبر عشر شركات للمواد الكيميائية المتخصصة في الولايات المتحدة هي شركة لوبريزول وشركة هانتسمان وشركة أشلاند وكيمتورا وروكوود وشركة ألبيمارل وشركة كابوت وجريس وشركاه وشركة فيرو وصناعات سيتك. 
كان لظهور الهند كشركة مصنعة وموردة للمواد الكيميائية المتخصصة تأثير كبير على الصناعة الكيميائية المتخصصة العالمية. في الهند العديد من الشركات الكيميائية المتخصصة أعضاء في منظمات وطنية مثل المجلس الكيميائي الهندي (ICC) والجمعية الهندية لمصنعي المواد الكيميائية المتخصصة (ISCMA). تمتد القدرة الواسعة لهذه الشركات إلى جميع القطاعات والقطاعات الفرعية لسوق المواد الكيميائية المتخصصة. 
المملكة المتحدة لديها 1300 شركة كيميائية متخصصة ويبلغ حجم مبيعاتها السنوية 11.2 جنيه إسترليني مليار.  تُباع منتجات هذه الشركات البريطانية على مستوى العالم وتساهم بشكل كبير في تجارة التصدير في المملكة المتحدة. بأكثر من 30 جنيهًا إسترلينيًا مليار من الصادرات صناعة الكيماويات هي آخر صناعة تصنيع مصدرة صافية متبقية في المملكة المتحدة  وتشكل الكيماويات المتخصصة نسبة كبيرة من هذا. تشمل المنتجات الأصباغ والدهانات والمتفجرات والمواد اللاصقة والنكهات والعطور والمواد الكيميائية الفوتوغرافية والوسائط غير المسجلة والتخصصات الصناعية المختلفة. نظرًا لأن مصنعي المواد الكيميائية المتخصصة، على عكس مصنعي المواد الكيميائية السلعية، أقل اعتمادًا على البنية التحتية واسعة النطاق، لذلك يمكن العثور على شركات المواد الكيميائية المتخصصة في جميع مناطق المملكة المتحدة تقريبًا. يقع حوالي 80 ٪ من صناعة الكيماويات في المملكة المتحدة في شمال البلاد، وبالتالي هناك تجمعات لشركات المواد الكيميائية المتخصصة في يوركشاير، وفي عضوية مجموعة صناعة العمليات في شمال شرق إنجلترا (NEPIC).